# Werner Kiem
Werner Kiem (n. 30 noiembrie 1962, Bozen, Italia) este un biatlonist ce a reprezentat Italia, medaliat olimpic. A participat la o ediție a Jocurilor Olimpice (1988) în care a câștigat o medalie de bronz.

## Participări
Lista de mai jos prezintă principalele competiții la care a participat Werner Kiem de-a lungul carierei.
- biathlon at the 1988 Winter Olympics – relay[*]